# Procuror general al Statelor Unite ale Americii
Procurorul general al Statelor Unite conduce Departamentul de Justiție al Statelor Unite și este avocatul-șef al guvernului federal al Statelor Unite. Aceasta este principalul consilier al președintelui Statelor Unite în toate chestiunile de natură legală. Procurorul general este membru al cabinetului prezidențial.
Conform Articolului II, Secțiunea II, Clauza II⁠(d) din Constituția Statelor Unite, titularul funcției este nominalizat de președinte, iar apoi este numit în funcție cu avizul și acordul⁠(d) Senatului Statelor Unite. Procurorul general este sprijinit de Procuratura Generală.
Pam Bondi este procurorul general al Statelor Unite din 5 februarie 2025.

## Istoric
După adoptarea de către Congres a legii sistemului judiciar din 1789⁠(d), s-a înființat Procuratura Generală. Atribuțiile originale ale titularului erau „să inițieze urmărirea penală și să dirijeze toate procesele de la Curtea Supremă în care Statele Unite erau vizate, respectiv să-și ofere sfatul și opinia cu privire la chestiuni de natură legală⁠(d), atunci când este solicitat de președintele Statelor Unite sau de șefii oricărui departament”. O parte din aceste sarcini au fost transferate între timp avocatului general al Statelor Unite⁠(d) și consilierului Casei Albe⁠(d).
Departamentul de Justiție a fost înființat în 1870 pentru a-i susține pe procurorii generali în îndeplinirea atribuțiilor de serviciu.
Secretarul de stat, secretarul trezoreriei⁠(d), secretarul apărării și procurorul general sunt considerate cele mai importante funcții ale cabinetului datorită dimensiunii și influenței departamentelor respective.
Procurorul General este o funcție de nivelul I în cadrul sistemului salarial al guvernului federal⁠(d), obținând venituri în valoare de 221.400 USD începând din ianuarie 2021.